# تکلی
سغدیان (پیش‌تر با نام تَکِلی شناخته می‌شد)، جماعت و شهرکی در شمال غربی تاجیکستان است که در ناحیهٔ مست‌شاه ولایت سغد قرار دارد. جمعیت این جماعت ۱۳٬۹۵۶ نفر است.